# August Ludwig Schwenzer
August Ludwig Schwenzer (* 9. Dezember 1847 in Löwenstein; † 9. Januar 1934) war ein deutscher Bildhauer und Restaurator.

## Leben
August Ludwig Schwenzer war ein Sohn des Drehermeisters Ludwig Schwenzer (1801–1876) und dessen Frau Magdalene geb. Stettner (1808–1874). Von seinen sechs Geschwistern sind vier früh verstorben. Der älteste Bruder Ludwig (1835–1914) erlernte das Dreherhandwerk und übernahm den elterlichen Betrieb, August und sein älterer Bruder Karl Schwenzer (1843–1904) erhielten dagegen künstlerische bzw. kunsthandwerkliche Ausbildungen. August besuchte die Mittelschule in Löwenstein, durchlief dann eine Drechsler- und Stuckateurlehre, danach eine Bildhauerlehre in Stuttgart. Von 1866 bis 1869 besuchte er die Kunstschule bei Professor Wagner, danach die Kunstakademie Dresden, wo er Meisterschüler bei Ernst Hähnel war. Anschließend war er in Wien bei Professor Kaspar von Zumbusch, später in Berlin, Sofia und Esslingen. Nachdem er bereits ab 1868 Preise für sein Werk erhalten hatte, führte er zahlreiche öffentliche Aufträge wie Denkmäler, Fürstenfiguren sowie Kirchenschmuck aus. König Wilhelm I. von Württemberg ernannte ihn zum Professor. Schwenzer lehrte in Esslingen, zu seinem Freundeskreis zählten neben Ernst Hähnel auch Robert Henze, Wilhelm von Kaulbach und Moritz von Schwind. Er war ab 1880 mit Marie Sofie Chimani verheiratet. Der Ehe entsprangen vier Kinder. Schwenzer wurde in Esslingen bestattet.

## Werk
Zu Schwenzers Werken zählen:
- Reliefplastik Kaiser Friedrichs III.
- Porträt des Zaren Alexander (Sofia)
- Lutherdenkmal (Berlin)
- Entwurf der Bronzetüren des Kölner Doms
- Entwurf der Löwenfigur auf dem Marktbrunnen in Löwenstein
- Danielfigur der Dominikanerkirche in Esslingen